# 諏訪部成定
諏訪部 成定（すわべ なりさだ）は江戸時代前期の旗本。江戸幕府御召の御馬預。盛岡藩と繋がりがあった。

## 経歴
江戸幕府旗本諏訪部定吉の六男として生まれた。寛永11年（1634年）3月28日江戸城桜田口で異母兄諏訪部定矩が兄定久を無礼討ちにすると、父母は激怒し、母にことあるごとに「定矩はお前の兄の仇だ。必ず復讐してくれ。」と言い聞かせられたが、成定は定矩の行為に理解を示し、肩を持ったという。
慶安元年（1648年）6月10日徳川家光に出仕して御馬預見習となり、承応元年（1652年）12月廩米150俵を受けた。明暦3年（1657年）9月7日良馬の買い付けを命じられ、陸奥国に赴いた。万治2年（1659年）中山勘兵衛守勝と、万治3年（1660年）秋山六左衛門昌忠と共に御馬買衆として陸奥国・出羽国を廻って馬を買い付け、同年12月26日50俵を加増された。天和元年（1681年）3月28日御召の御馬預（将軍乗用馬の管理）、4月1日西丸下御厩御預を命じられ、12月26日100俵を加増されて計300俵となった。
寛文5年（1665年）門奈助右衛門忠重と、寛文7年（1667年）・寛文9年（1669年）・寛文11年（1671年）・延宝元年（1673年）・延宝3年（1675年）・延宝5年（1677年）加藤権左衛門重勝と、延宝7年（1679年）中山勘兵衛守安と共に御馬買衆として陸奥国等に赴き、馬を買い付けた。盛岡藩とは父の代から関係が深く、いわゆる懇意の旗本となり、野辺小右衛門安忠（目付）・馬場清宅治久（御医師）・三浦平右衛門義頭（馬術）等の出仕を斡旋した。
元禄4年（1691年）4月幕府の御馬買衆制度が廃止され、盛岡藩・仙台藩に詳細を伝達した。元禄5年（1692年）4月1日盛岡藩主南部重信が江戸に来着すると、16日老中阿部正武の命で重信に隠居を許可する内意を伝え、その後徳川綱吉・御台所鷹司信子への献上品は二本松藩主丹羽光重の例に準ずること、庶子政信・勝信への新田分知は必要ないこと、隠居願の名代は尼崎藩主青山幸督に依頼すること等を伝達している。
元禄10年（1697年）7月4日70歳で死去し、同日付けで辞職となった。法名は日昌。下谷法養寺に葬られ、以降代々の墓地となった。

## 親族

### 父母
- 父：諏訪部宗右衛門定吉[1]
- 母 – 定吉の後妻[3]。

### 兄弟
- 姉 - 山上弥四郎政次の妻[1]。
- 姉 - 山岡伝右衛門景重の妻[1]。
- 姉 - 美濃部十大夫茂吉の妻[1]。
- 異母兄[3]：諏訪部源二郎定矩 - 御馬預[1]。
- 兄：黒沢杢助定幸 - 黒沢次郎右衛門重久の養子[1]。
- 兄：山上文七郎定正 – 山上弥四郎政次の養子[1]。
- 姉 - 田中孫兵衛貞正の妻[1]。
- 姉 - 府中六所宮の神職猿渡伊予守盛長の妻[1]。
- 兄：諏訪部郷左衛門定之 - 徳川忠長に仕えた後、寛永13年（1636年）12月10日徳川家光に出仕して大番となったが、寛永16年（1639年）11月17日大坂城警備中に林半四郎を斬り殺して自殺した[1]。
- 兄：諏訪部源太郎定久[1] – 後妻の子[3]。
- 姉[1]

### 妻子
- 妻 - 大草弥右衛門公利の娘[1]。
- 子：諏訪部文九郎定堅 - 寛文元年（1661年）7月12日徳川家綱に出仕し[1]、延宝3年（1675年）10月御馬買衆として父に同行した[13]。元禄10年（1697年）7月4日御召の御馬預となり、12月10日父の跡を継ぎ、正徳2年（1712年）4月20日没[1]。
- 娘 – 古田兵九郎重次の妻[1]。
- 子：諏訪部平兵衛定治 - 貞享4年（1687年）10月28日徳川綱吉に出仕して御馬方となり、正徳4年（1714年）没[1]。